# Piotr Sarnik
Piotr Sarnik (* 15. Februar 1977 in Dąbrowa Górnicza) ist ein ehemaliger polnischer Eishockeynationalspieler, der auf der Position des Stürmers spielte. Nach seinem Karriereende 2013 arbeitet er als Trainer beim polnischen Eishockeyverband.

## Karriere
Piotr Sarnik begann seine Karriere in der Akademie des polnischen Eishockeyverbandes in Sosnowiec, für deren erste Mannschaft er als 18-Jähriger in der Ekstraliga, debütierte. Mit Olimpia Sosnowiec spielte er in der Spielzeit 1996/97 in der East European Hockey League. Von 1997 bis 2001 spielte er – nur unterbrochen von einem Jahr beim Ligarivalen KTH Krynica – beim GKS Katowice ebenfalls in der Ekstraliga. Nach einem Jahr bei Zagłębie Sosnowiec heuerte beim GKS Tychy an, für den er von 2002 bis 2004 und von 2006 bis 2009 auf dem Eis stand und mit dem er 2007, 2008 und 2009 den polnischen Pokalwettbewerb gewinnen konnte. Zwischen seinen Engagements in Tychy spielte Sarnik zwei Jahre beim KS Cracovia, mit dem er 2006 polnischer Meister wurde. Nach 1½ Jahren, die er erneut bei Zagłębie Sosnowiec verbracht hatte, ging er zum Jahreswechsel 2010/11 wiederum nach Krakau und wurde mit Cracovie 2011 zum zweiten Male polnischer Meister. 2012 wechselte er noch einmal zu Zagłębie Sosnowiec, wo er aber lediglich ein halbes Jahr spielte, um sich zum Jahreswechsel 2012/13 Aksam Unia Oświęcim anzuschließen. Nachdem er am Ende der Spielzeit eigentlich seine Karriere beendet hatte, spielte er in der Saison 2014/15 noch einmal für Zagłębie Sosnowiec in der I liga, der zweithöchsten polnischen Liga, bevor er seine Karriere beendete.
Für Polen nahm Sarnecki im Juniorenbereich an der U18-B-Europameisterschaft 1995 teil.
Im Seniorenbereich stand er im Aufgebot seines Landes bei der B-Weltmeisterschaft 1997 und nach Umstellung auf das heutige Divisionensystem bei den Weltmeisterschaften der Division I 2003, 2004, 2005, 2006, 2007, 2010 und 2012.

### Trainer
Nach Ende seiner aktiven Laufbahn schlug Sarnik die Trainerlaufbahn ein und arbeitet beim polnischen Verband, wo er als Assistenztrainer neben der Mannschaft der polnischen Eishockeyakademie in der I liga auch bereits die U20-Auswahl bei den Weltmeisterschaften 2014, 2015, 2016 und 2017 betreute. In der ersten Jahreshälfte 2016 übernahm er zudem den Cheftrainerposten bei seinem alten Klub Zagłębie Sosnowiec.

## Erfolge und Auszeichnungen
- 2006 Polnischer Meister mit dem KS Cracovia
- 2007 Polnischer Pokalsieger mit dem GKS Tychy
- 2008 Polnischer Pokalsieger mit dem GKS Tychy
- 2009 Polnischer Pokalsieger mit dem GKS Tychy
- 2011 Polnischer Meister mit dem KS Cracovia
- 2015 Aufstieg in die Ekstraliga mit Zagłębie Sosnowiec

## Ekstraliga-Statistik
(Stand: Ende der Saison 2012/13)